# Jánossy Béla
Jánossy Béla (Endrőd, 1898. október 28. – Budapest, 1974. május 10.) magyar labdarúgó, jobbszélső, labdarúgóedző.

## Pályafutása

### Klubcsapatban
A VII. Kerületi SC csapatában az 1920–1921-es élvonalbeli bajnokságban tizenöt mérkőzésen szerepelt, egy gólt szerzett; 1921. április 3-án az ő egyetlen találatával győzte le a Ferencvárost a csapata.

### Edzőként

#### Békéscsaba
Játékos pályafutása után a Békéscsabai Előre MTE, a Csabai AK, majd újra a Békéscsabai Előre edzője volt. Később a  Bohngyári SC-t, 1932 decemberétől ismét a CSAK-ot irányította.

#### Bocskai FC
Az 1933–1934-es szezonban a Bocskai FC vezetőedzője volt; a csapatot a bajnokságban a harmadik helyig vezette, így indulhatott az 1934-es közép-európai kupa nyolcaddöntőjében, ahol két mérkőzés után 3:2-es összesítéssel a későbbi győztes olasz Bologna csapata búcsúztatta őket.

#### Újpest FC
1934 és 1937 között az Újpest FC vezetőedzője volt; a csapat vezetőedzőjeként eltöltött három idény alatt az első idényében bajnoki címet ünnepelt, második idényében ezüst-, harmadik idényében pedig bronzérmet szerzett a magyar élvonalban. Háromszor szerepelt a közép-európai kupában; 1936-ban egészen az elődöntőig vezette az Újpestet, ahol két mérkőzés után 7:3-as összesítéssel a későbbi győztes osztrák Austria Wien csapata búcsúztatta őket.

#### Venus București
1938-ban a román élvonalbeli Venus București vezetőedzője volt.

#### Gamma
1940-től 1943-ig a Gamma FC sportigazgatója volt.

#### Magyar ifjúsági válogatott
1947-ben a magyar ifjúsági válogatott kapitányának nevezték ki.

#### Győri Lokomotív
1952 márciusától az év végéig a Győri Lokomotív trénere volt.

#### Építők Metró
1953 első felében az Építők Metró csapatát irányította.

#### Diósgyőri VTK
Az 1954-es szezon első, tavaszi felében a Diósgyőr vezetőedzője volt; a csapat a bajnokság végén a kilencedik helyen végzett.

#### Szolnoki Légierő
Az 1955-ös szezon második felében a Szolnoki Légierő vezetőedzője volt; a csapat a szezon végén utolsó helyezettként kiesett a magyar másodosztályba.

## Sikerei, díjai

### Edzőként
- Magyar bajnokság
  - bajnok: 1934–35
  - 2.: 1935–36
  - 3.: 1933–34, 1936–37
- Közép-európai kupa (KK)
  - elődöntő: 1936